# Wolf (hijswerktuig)

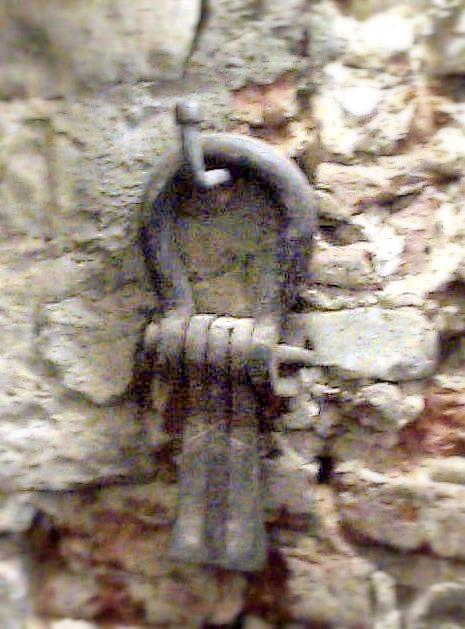
Een steenwolf

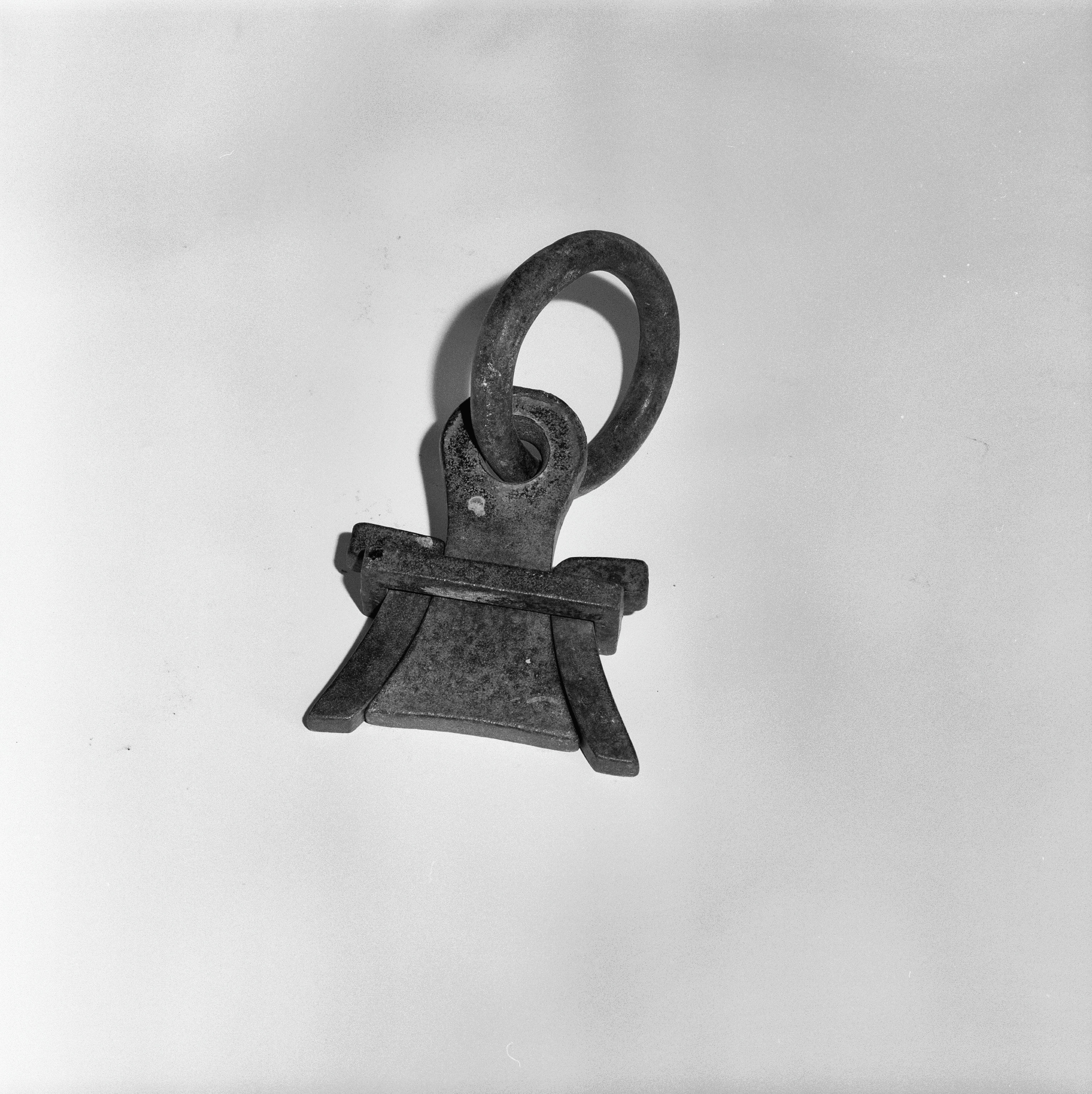
Andere versie van een steenwolf

Een wolf, een twee- of driedelige set wiggen, bijeengehouden door een hijsoog en een pen, is een hijswerktuig dat vroeger door steenhouwers en metselaars werd ingezet om blokken bewerkte natuursteen of grafzerken op zijn plaats te manoeuvreren.

## Versies
Er zijn meerdere werktuigen om steen te hijsen, ruwweg te verdelen in twee typen.
- Een type werkt doordat het klemt in een taps toelopend gat. Dit wolfsgat, een zwaluwstaartvormig gat in het bovenvlak van een werkstuk, waarin nauwsluitend een steenwolf kan worden bevestigd, was even breed als de dikte van de wolf zelf en had bovenin een kleine opening die naar onder toe steeds breder uitliep. De vorm van dit gat was hiermee een negatief van de wolf zelf. De wolf zelf bestaat uit vijf onderdelen: een stalen hijsoog en een sluitpen, met daaronder drie stalen plaatjes, waarvan twee breed uitlopen, en een vlak passtuk middenin. De twee wigvormige delen pasten in het wolfsgat dat door de steenhouwer boven in het blok steen was gehakt, en werden met een los extra onderdeel aangevuld tot het opgesloten was in het gat. Om de drie plaatjes werd een hijsoog geschoven, dat werd vastgehouden met een sluitpen door alle vier onderdelen. Vanwege de klemwerking van de wiggen in het wolfsgat kon het blok hieraan opgehesen worden.
- Een ander type is de zogenaamde Parijse wolf, een steenschaar die in een (taps) gat klemt doordat hij uitzet wanneer het hijsoog wordt aangetrokken.

## Stellen
Deze werktuigen waren vooral bedoeld bij het stellen (plaatsen en vastmetselen) van de bewerkte natuursteen. Een steenschaar, en in mindere mate de wolf, kon bij een stoot tegen de steiger plotseling de grip op de steen verliezen, waardoor het blok naar beneden kon vallen. Om het stuk steen naar de juiste hoogte te brengen op de steiger werd daarom meestal eerst van ander hijsgereedschap gebruikgemaakt, zoals touwen, banden of kettingen. Vlak bij de uiteindelijke plek werd het werkstuk op latjes neergezet en werden de hijsbanden verwijderd. Ten slotte kon met behulp van de wolf of de steenschaar het stuk steen op de juiste plek gehesen worden en in de mortel geplaatst worden.

## Tegenwoordig
Door de komst van modern hijsmaterieel en andere methoden is de wolf in onbruik geraakt. Zo wordt tegenwoordig veel gebruikgemaakt van keilbouten, chemische ankers en roestvrijstalen draadeinden in combinatie met epoxylijm, waarop een hijsoog met inwendig schroefdraad gedraaid wordt. De resterende draadeinden dienen dan meteen om de verschillende blokken te verbinden.

## Fotogalerij

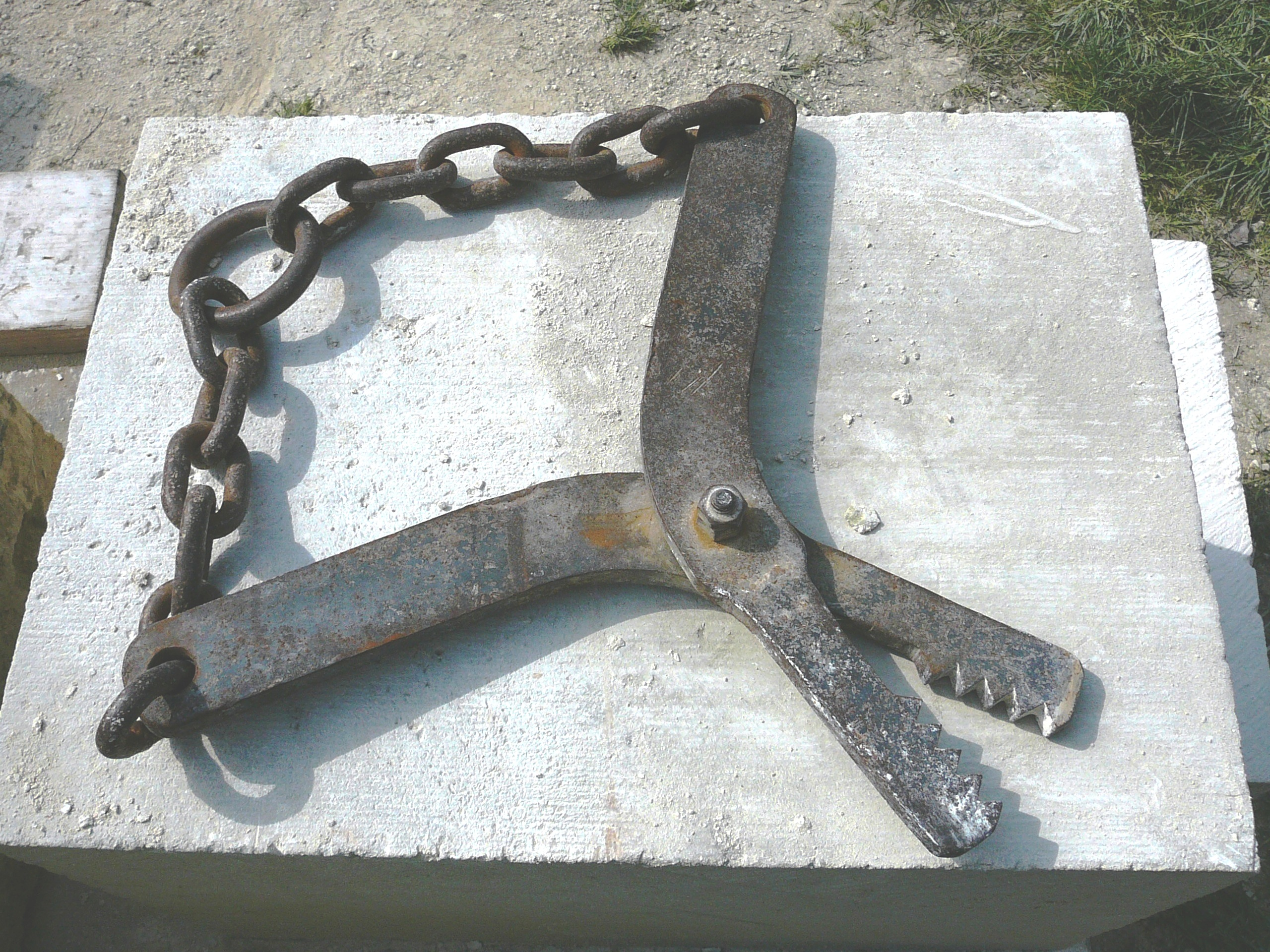
Een Parijse wolf. Klemt in een taps gat; met vertanding voor zachte kalksteen
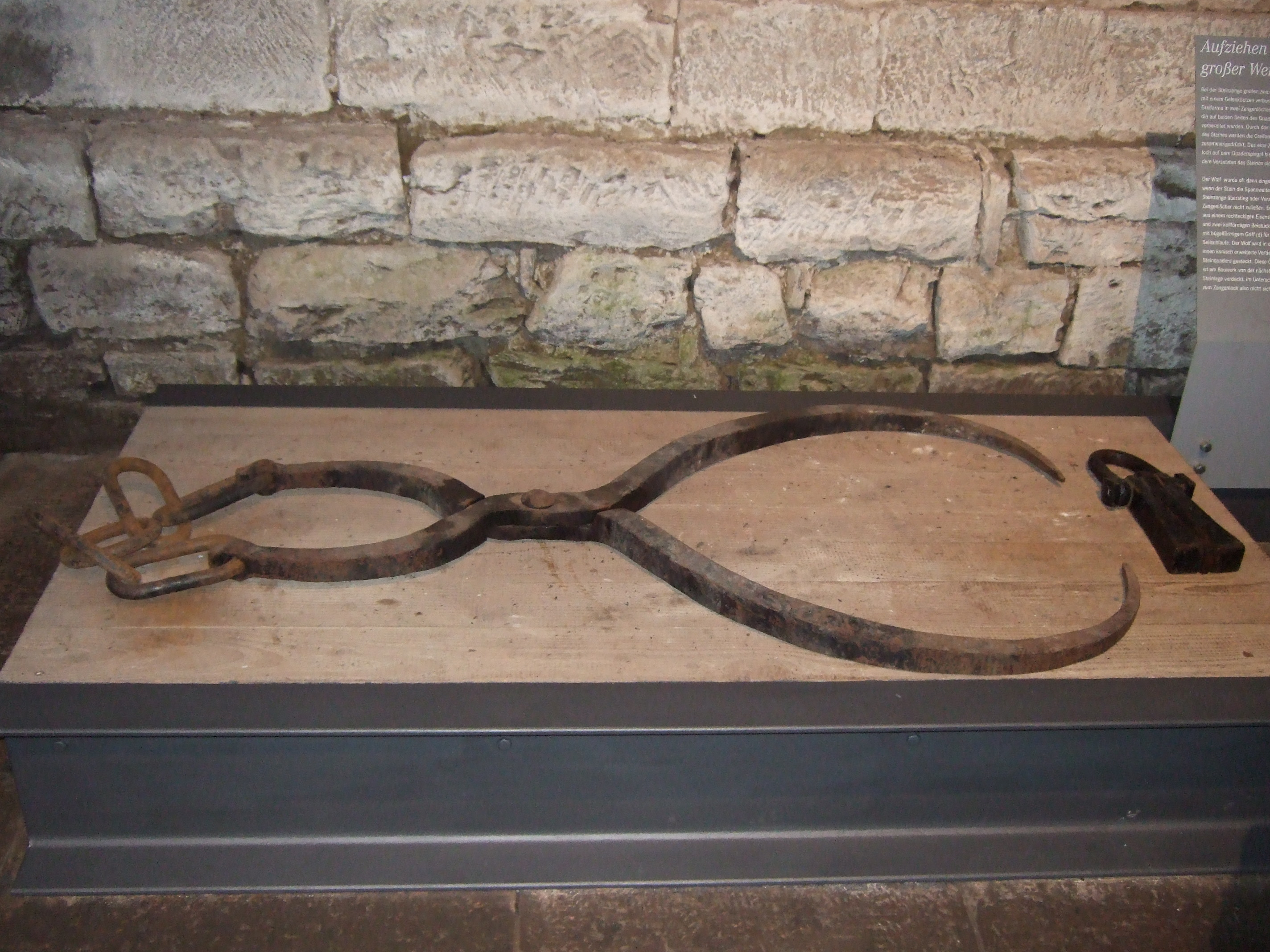
Een steenschaar, om steen aan de buitenzijde te klemmen, en een wolf
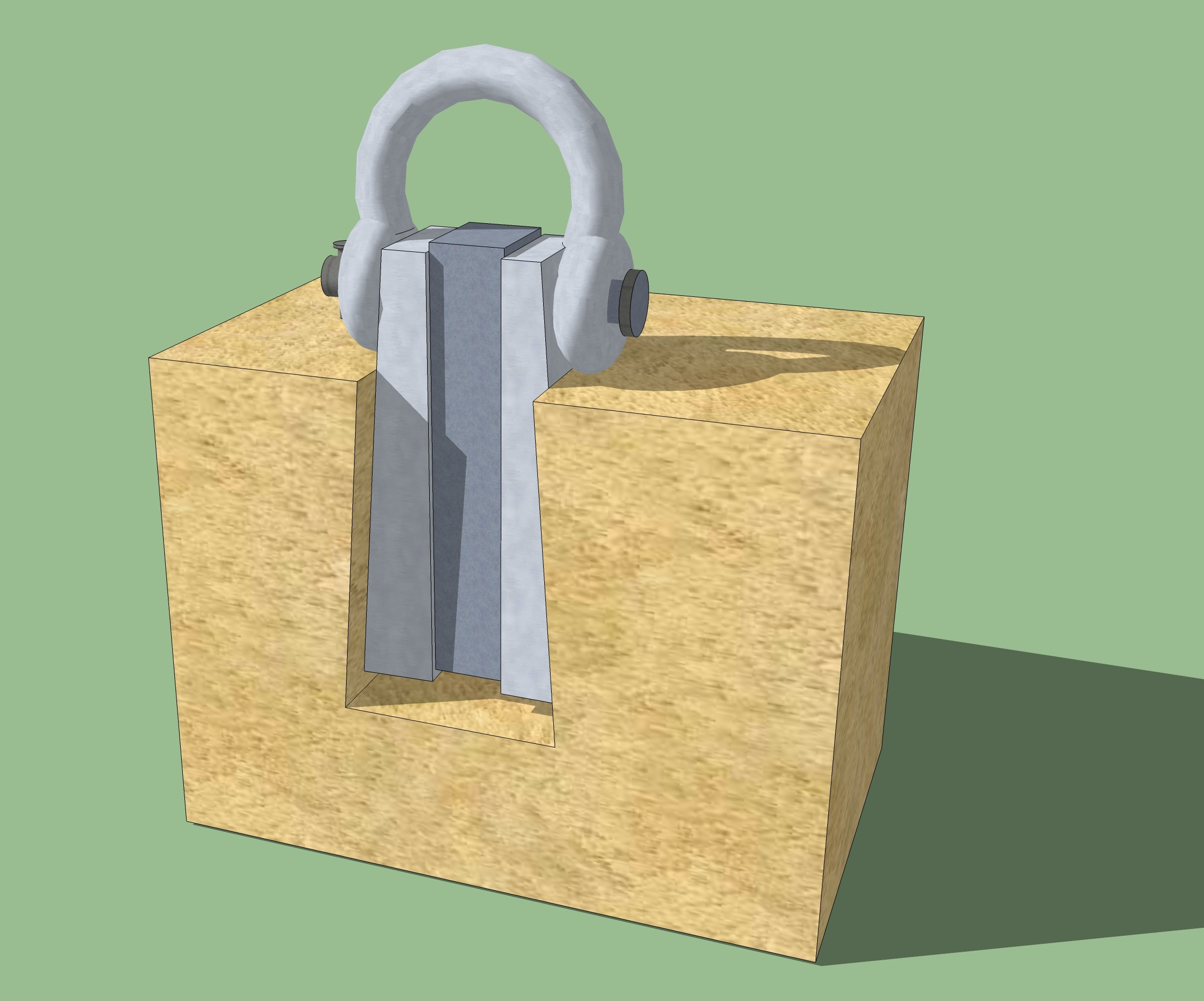
Een tekening van het principe van de steenwolf
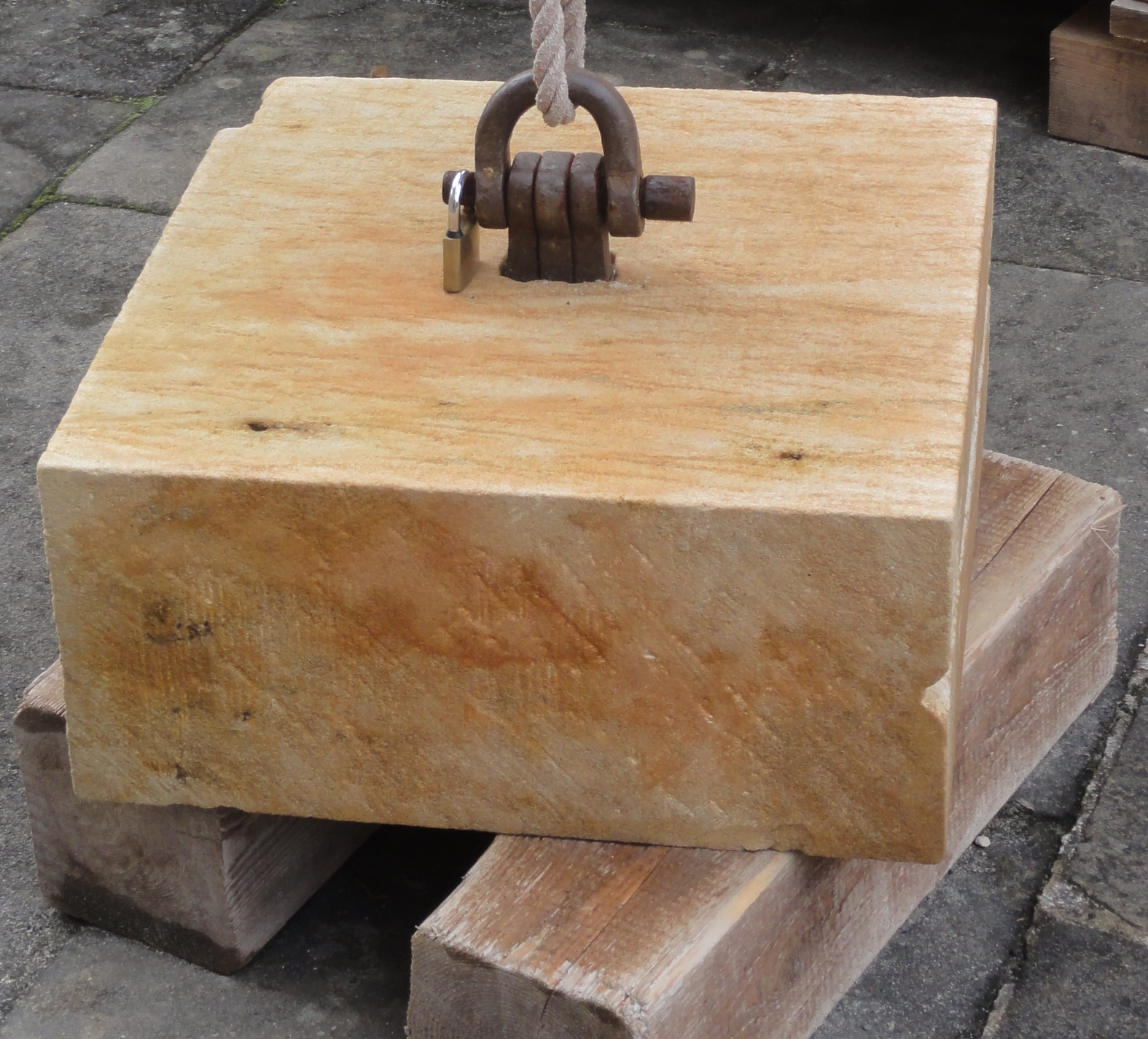
Het hijsen van een blok steen met een wolf